# Port triggering
A port triggering egy, a porttovábbításhoz (port forwarding) hasonló eljárás azzal a különbséggel, hogy nem az adott belső hálózati IP-címekre irányít át, hanem közvetlenül figyeli a kapuk forgalmát, és az adott porton érkező kéréseket, illetve válaszcsomagokat automatikusan irányítja a beállításnak megfelelő gépekre. DHCP használata esetén előnyös, hiszen ilyenkor a belső IP-k dinamikusan változnak, így forwardinggal követhetetlen lenne az egyes portok megfelelő átirányítása.
Lényeges eltérés, hogy először egy kifelé menő kérésre van szükség ahhoz, hogy el lehessen érni a belső hálózat gépét kívülről, ezért szerverek számára csak a porttovábbítás járható út.